# Sonny (2002)
Sonny ist ein amerikanisches Kriminaldrama aus dem Jahr 2002. Der Film basiert auf einem Drehbuch von John Carlen und markiert das Regiedebüt von Nicolas Cage, der einen Cameo-Auftritt hat. Er wurde von Cages Produktionsfirma Saturn Films mitproduziert.

## Handlung
Sonny ist der 26-jährige Sohn von Jewel, die Anfang der 1980er Jahre ein kleines Bordell in New Orleans, Louisiana, betreibt. Sonny kehrt von der Armee nach Hause in die Bourbon Street zurück und wohnt bei seiner Mutter und ihrem Gefährten Henry, während er darauf wartet, den Job in einer Buchhandlung in Texas anzutreten, den ihm ein Armeekamerad versprochen hat. Jewel hat nicht für ihren Ruhestand vorgesorgt, und Henrys Haupteinnahmequelle ist Gelegenheitsdiebstahl. Jewels einzige Einnahmequelle ist ihre einzige „Angestellte“ Carol, ein junges Callgirl, das sie aus einem Krankenhaus gerettet und zur Arbeit gebracht hat. Jewel versucht Sonny zu überreden, wieder für sie zu arbeiten, wie er es vor der Armee getan hat, und sagt, dass viele seiner alten Kunden ihn immer noch vermissen und dass er der beste Gigolo war, den sie je hatte.
Sonny lehnt mehrmals ab, weil er dieses Leben hinter sich lassen will. Doch aus dem versprochene Job, für den er nach Texas gegangen ist, wird nichts. Als sich das nette „spießige“ Mädchen, das ihn bremst, als codeinabhängige Hustensaftabhängige entpuppt, flippt Sonny aus und er geht wieder nach New Orleans und muss wieder für seine Mutter arbeiten. Jewel hat gerade ein neues Mädchen für das Bordell angeworben, Carol, die Sonny kennenlernt und sich in ihn verliebt. Sie sprechen darüber, zusammen auszusteigen.
Einer von Carols Kunden, ein älterer Mann, macht ihr einen Heiratsantrag. Sie lehnt zunächst ab, in der Hoffnung, mit Sonny durchzubrennen. Sie und Sonny streiten sich, als er nicht versucht, aus dem Geschäft auszusteigen. Nach Henrys Tod und der Enthüllung, dass er Sonnys Vater ist, stürzt Sonny in eine Nacht voller Alkohol und böser Absichten ab. In dieser dunklen Nacht trifft Sonny auf den schwulen Zuhälter und Drogendealer Acid Yellow. Auf dem Höhepunkt seines Rausches geht Sonny in Acid Yellows Männerhöhle. Er ist sich nicht sicher, was Sonny sucht, aber das ist Acid Yellow egal, solange Sonny Sex mit ihm hat. Sonny sagt, er wolle arbeiten, und Acid willigt ein, ihm einen Kunden zu geben, solange er hart, aber sanft ist. Sonny greift seinen Kunden an und schlägt ihn zusammen. Daraufhin wird er aus dem Bordell von Acid Yellow geworfen.
Nach dieser Nacht wacht Sonny auf und Carol teilt ihm mit, dass sie aus seinem Leben verschwindet, nachdem sie den Heiratsantrag eines ihrer Kunden angenommen hat. Sie sagt, es sei ein beschissener Ausweg, aber es sei eine Chance und sie müsse sie ergreifen. Sie sagt Sonny, er solle weglaufen und seine Chance ergreifen, aber Sonny steht nur da, starrt auf die Haustür und überlegt, ob er in dieses Leben zurückkehren oder alles hinter sich lassen soll. Er ist allein. Er hat keinen Vater, keine Carol, und Jewel ist ein Wrack, die den Verlust von Henry nicht überwinden kann. Sonny muss sich entscheiden.

## Produktion
Das Drehbuch erhielt Cage mehr als 15 Jahre vor Sonny, von seinem damaligen Agenten. Robert Dellinger klagte um 2 Millionen Dollar Schadensersatz im 27. August 2002 gegen Intermedia Film Development, Vortex Pictures, Pony Rides, Gold Circle Films, Saturn Films, John Carlen, Nicolas Cage und Paul Brooks, weil sie ihn nicht als Co-Autor anerkannt hatten. Dellinger behauptete, er und der anerkannte Drehbuchautor John Carlen hätten gemeinsam eine Handvoll Drehbücher verfasst, als beide in den 70er Jahren inhaftiert waren, und Sonny stamme zu einem großen Teil aus diesen Texten. Der Fall wurde für eine unbekannte Summe beigelegt. Cage trug im Film einen gelben Rüschenanzug, der einst Liberace gehörte und den er vor Jahren ersteigert hatte.

## Soundtrack
| Nr.          | Titel                               | Länge |
| ------------ | ----------------------------------- | ----- |
| 1            | Foolin'                             | 2:26  |
| 2            | Fallin'                             | 1:13  |
| 3            | Sonny’s Anger / Car Dealer          | 1:20  |
| 4            | Homecoming                          | 1:28  |
| 5            | Texas City                          | 0:55  |
| 6            | Picture On The Wall / Shotgun Story | 1:06  |
| 7            | Voodoo Cal                          | 0:27  |
| 8            | Cash Machine Baby                   | 1:27  |
| 9            | Into The Country / Rain             | 1:13  |
| 10           | The Barn                            | 3:41  |
| 11           | Goodbye                             | 0:54  |
| 12           | Father And Son                      | 2:33  |
| 13           | The Walk                            | 1:45  |
| 14           | Violence Erupts/Finale              | 2:18  |
| 15           | Louisiana Mon Amour                 | 3:05  |
| 16           | Acid Yellow                         | 4:12  |
| Gesamtlänge: | Gesamtlänge:                        | 30:03 |

Acid Yellow ist ein Bonustrack, der für den Film komponiert, aber nicht in der Endfassung verwendet wurde.

## Veröffentlichung
Der Film feierte seine Premiere am 2. September 2002 beim Festival des amerikanischen Films in Deauville.